# 崔玉玲
崔玉玲（1962年1月—），天津市人。女，汉族。中华人民共和国工程师。

## 生平
加入中国共产党。毕业于防化指挥工程学院化学工程专业。
曾任南京军区装备部某防化技术大队防化技术室主任、南京军区装备部总工程师等职务。2017年3月，任中国人民解放军东部战区陆军某部总工程师。
2008年，当选第十一届全国人民代表大会解放军代表。2013年，当选第十二届全国人民代表大会解放军代表。。